# Jurrian
Jurrian is een mannelijke voornaam die voornamelijk wordt gebruikt in het Nederlands. De betekenis van de naam is "bewerker van de aarde". De naam is gerelateerd aan Jurriaan.
De naam Jurrian wordt op vele verschillende manieren uitgesproken.

## Bekende naamdragers met deze voornaam
- Jurrian van Dongen, Nederlands tekstschrijver
- Jurrian Hofman, Nederlands dichter
- Jurrian van Nifterik, Nederlands polsstokhoogspringer
- Jurrian Snoek, Nederlands slagwerker
- Jurrian Stroink, voormalig burgemeester van Enschede
- Jurrian van der Vaart, Nederlands golfer